# エジプト文学

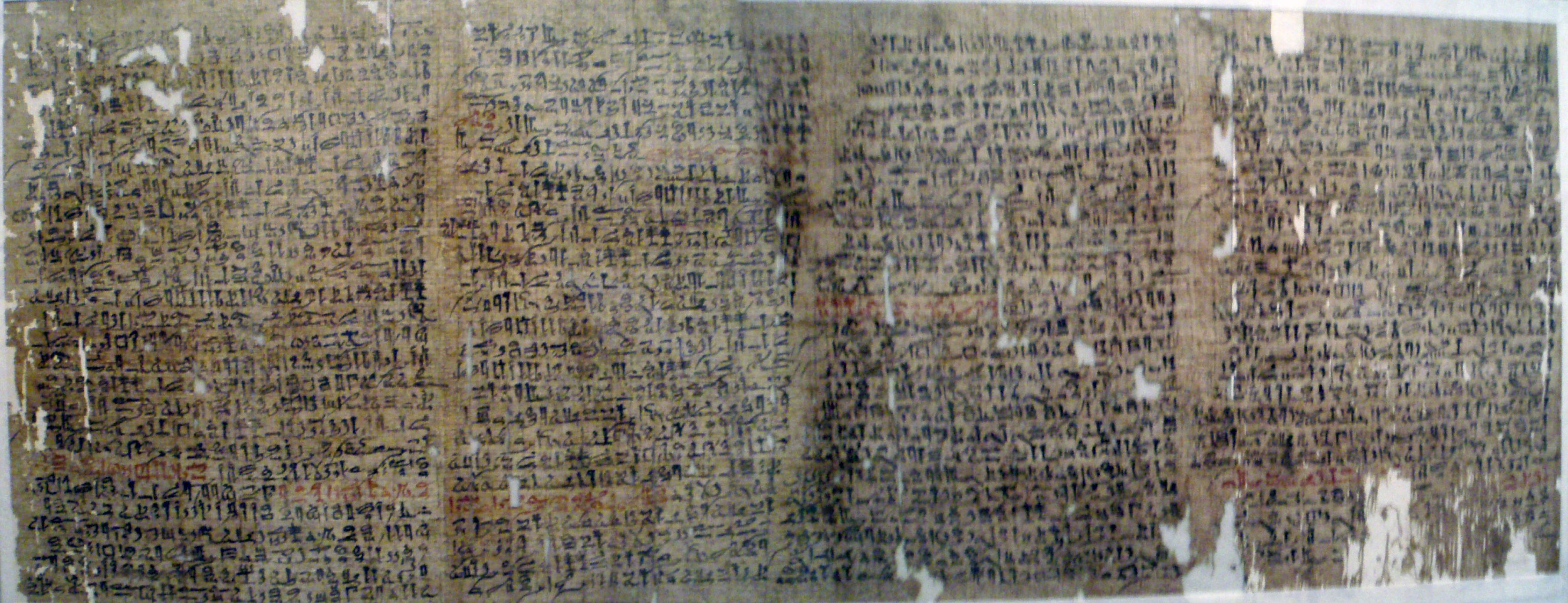
ベルリンのエジプト博物館に展示されているウェストカー・パピルス

エジプト文学は古代エジプトを起源としており、現在知られている最も古い文学の一部である。エジプト文明は今日のような「本」という形の文学を発達させた最初のものであった。

## 古代エジプト文学

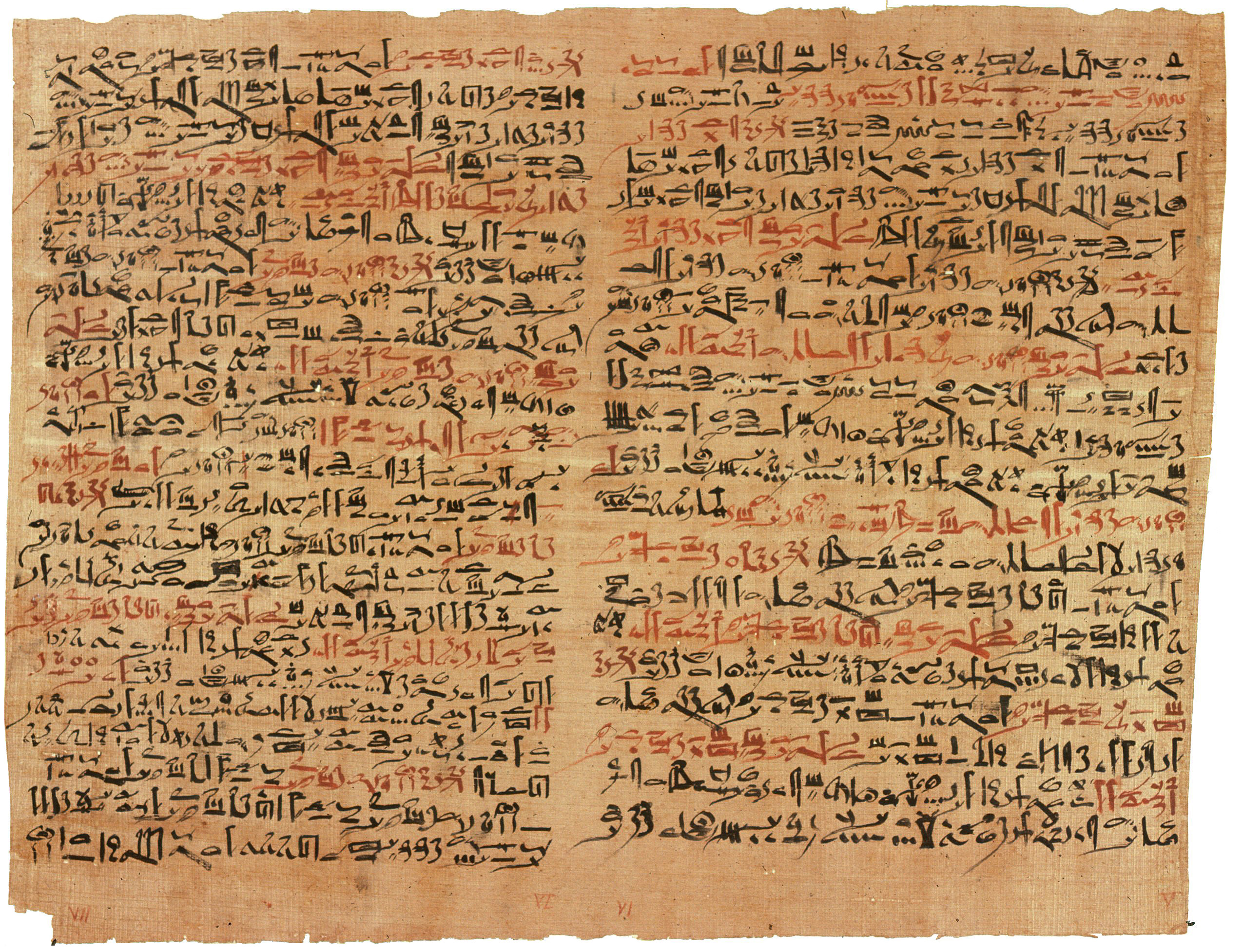
エドウィン・スミス・パピルスのプレート6と7。ニューヨーク医学アカデミー貴重書室所蔵

古代エジプト人たちはパピルスだけではなく、壁、墓、ピラミッド、オベリスクなどにも作品を書いた。古代エジプト文学の最も良く知られている例は『シヌヘの物語』であろう。他の有名な作品として、ウェストカー・パピルス、エーベルス・パピルス、『死者の書』などが挙げられる。古代エジプトの文学の大部分は所謂「知恵文学」（娯楽よりも教育・説明を指向した文学）であったが、娯楽のみを目的とした神話、物語、伝記などもまた存在した。自伝はエジプトの最も古い文学形式であったと言われている。
ナイル川は古代エジプト人たちの作品に強い影響力を持っていた。アレクサンドリアにやって来たグレコ・ローマン世界の詩人たちはこの地に暮らす数多の芸術の庇護者たちによって支えられ、またアレクサンドリア図書館の資源を活用したのである。リビアのカリマコスやシラクサのテオクリトスなどを含む数多くの偉大な思想家たちが古代世界の至る所からアレクサンドリアにやって来た。とはいえ、この時代の偉大な著述家たちが全てエジプト外からやって来たというわけではない。エジプト人の重要な詩人の1人にロドスのアポローニオスがいる。

## キリスト教文学
アレクサンドリアは紀元1-4世紀ごろにかけて原始キリスト教の重要な中心地の1つとなっていた。コプト文学の作品は当時のキリスト教文学に大きく寄与し、またナグ・ハマディ写本はこれがなければ失われていたであろう数多くの書物の保存に役立った。

## イスラム教文学
8世紀までにはエジプトはムスリムのアラブ人によって征服された。文学と、とりわけ図書館が、ムスリムの征服者によってもたらされた新しいエジプトの下で繁栄した。この時代にはいくつもの重要な変化が起こり、エジプトの書き手たちに影響を及ぼした。パピルスは紙に置き換えられ、書記法としてカリグラフィーが導入された。また、著述の焦点がほぼ完全にイスラム教へと転換した。エジプトで書かれた最初の小説はイブン・アン＝ナフィースの『独学の神学者』であり、これはサイエンス・フィクションおよび哲学小説の最初期の例であった。今日の書物に見られる宣伝文のような「文学作品を称える短い文」の概念も14世紀の中世エジプト文学に遡り、中世アラブ文学では「タクリーズ」（taqrîz）として知られていた。
『千夜一夜物語』の話の多くはその起源を中世エジプトの物語の伝統に辿ることができる。収集され1つのコレクションに編纂される以前から、これらの物語は流布していたものであろう。中世エジプトの民間伝承は15世紀までに『千夜一夜物語』としてまとめられた3つの相異なる物語の層のうちの1つであった。もう2つは、古代インド・ペルシアの民間伝承と、アッバース朝時代のバグダード由来の物語である。

## 現代エジプト文学
19世紀後半から20世紀初頭にかけ、アラブ世界はアル・ナハダと呼ばれる、文学を含む生活のほぼ全ての領域に影響を及ぼすルネサンス的な運動を経験した。この時期の最も重要な人物の1人はエジプト人初のノーベル文学賞受賞者となったナギーブ・マフフーズであった。1914年にはムハンマド・フサイン・ハイカルが『ザイナブ』を書き、これはエジプト初にしてイスラム圏初の現代小説と考えられている。後に教育大臣にもなったターハー・フセインもアル・ナハダの代表的な作家のひとりである。
アブドル・ラフマーン・シャルカーウィーは『大地』（1954年）で、農村の口語を用いながらナイル河岸辺に生きる農民の姿を描き、農民文学の先駆者となった。この農民文学の潮流からは、『ハラーム』（1959年）のユースフ・イドリースや、『渇き』（1973年）のハサン・ムハッシブなどが現れた。